# Skiunterwäsche
Unter Skiunterwäsche versteht man Funktionsunterwäsche die beim Skifahren getragen wird. Bei der Einkleidung nach dem sogenannten Zwiebelschalenprinzip bildet sie die unterste Schicht und wird auch als Base Layer bezeichnet. Sie liegt als einziges Kleidungsstück direkt am Körper an und bedeckt Füße, Beine und den Oberkörper. Im Unterschied zu normaler Unterwäsche wird Skiunterwäsche aus speziellen Materialien wie Merinowolle gefertigt. Ziel dieser Unterbekleidung ist es Schweiß schnell vom Körper abzutransportieren um ein auskühlen zu verhindern.

## Materialien
Für die Herstellung von Skiunterwäsche werden sowohl Chemiefasern als auch Naturfasern wie auch eine Mischung aus beiden Materialien (sog. Mischgewebe) verwendet.

### Naturfaser
Bei Naturfasern vor allem Merinowolle verwendet. Diese hat aufgrund der antibakteriellen Wirkung, eine sehr geringe Geruchsbildung und kann dadurch auch mehrere Tage in Folge getragen werden, ohne einen unangenehmen Geruch anzunehmen. Obwohl Naturfasern den Körperschweiß nicht so gut abgeben können wie Kunstfasern, werden sie dennoch gerne verwendet, da sie bis zu einem Drittel ihrer Masse an Flüssigkeit aufnehmen können, ohne sich nass anzufühlen. Merinowolle wurde 1994 von der Firma Icebreaker erstmals verwendet und wird auch heute noch im großen Stil von der Firma verarbeitet.

### Chemiefaser
In Skiunterwäsche aus Chemiefasern werden unter anderem Polyester, Nylon (Polyamid) Polyacryl als auch Polyurethan (Elasthan) verwendet. Chemiefasern können sehr schnell Schweiß aufnehmen und diese an die nächste Kleidungsschicht abgeben. Dadurch wird der Träger stets trocken gehalten und der Körper kann sich gut aufwärmen und kühlt nicht so schnell ab. Allerdings können sich in Chemiefasern geruchsbildende Bakterien entwickeln. Um dies zu verhindern werden in das Material Silberionen eingewoben, welche aber bei einigen Trägern eine sogenannte Textildermatitis auslösen können.

## Typen von Skiunterwäsche
- Einteiler – Hose und Oberkörperbekleidung sind fest miteinander verbunden. Die Hose reicht unten bis über das Fußgelenk, an den Armen bis zu den Armgelenken und schließt am Hals ab.

- Zweiteiler – Hose und Oberkörperbekleidung sind nicht miteinander verbunden.

- Dreiviertel – Variante der oben genannten Kategorien. Die Hose reicht bis zum Kniegelenk, die Oberbekleidung bis zum Ellbogen.